# Уэлсфорд, Сэм
Сэм Уэлсфорд (англ. Sam Welsford; род. 19 января 1996, Субиако) — австралийский шоссейный и трековый велогонщик.

## Карьера
Отец Уэлсфорда был заядлым велосипедистом, и Сэм начал кататься с ним, когда ему было семь лет. Он усердно занимался велоспортом и выиграл титул чемпиона мира среди юниоров в командной гонке преследования в 2013 и 2014 годах.
Проведя большую часть своей карьеры в качестве трекового специалиста, время от времени выступая на шоссе, в ноябре 2021 года подписал контракт с командой UCI WorldTeam Team DSM на два года.
Дважды становился призёром Олимпийских игр. Участвовал на нескольких чемпионатах мира по трековому велоспорту, став неоднократно чемпионом мира в командной гонке преследования. На чемпионате в 2019 году установили мировой рекорд командной гонке преследования 3 минуты 48,012 секунды.

## Достижения

### Трек

#### Олимпийскиех игры
- Риио 2016

 командная гонка преследования
- Токио 2020

 командная гонка преследования
11-й омниум

#### Чемпионат мира
- Лондон 2016

 командная гонка преследования (с Майкл Хепбёрн, Каллум Скотсон и Майлз Скотсон)
7-й гонка по очкам
- Гонконг 2017

 командная гонка преследования (с Кэмерон Мейер, Александр Портер и Николас Яллурис)
7-й омниум
- Прушкув 2019

 командная гонка преследования (с Келланд О’Брайен, Александр Портер, Ли Ховард и Кэмерон Скотт)
 скрэтч
12-й омниум

#### Чемпионат мира среди юниоров
- Глазго 2013

 командная гонка преследования (с Джек Эдвардс, Джошуа Харрисон и Каллум Скотсон)
 мэдисон
- Сеул 2014

 командная гонка преследования (с Александр Портер, Даниэль Фиттер и Каллум Скотсон)
 омниум

#### Кубок мира
- 2015-2016

1-й командная гонка преследования (с Александр Портер, Майлз Скотсон и Рохан Уайт) (Гонконг)
- 2016-2017

1-й омниум (Кали)
- 2018-2019

1-й омниум (Берлин)
1-й командная гонка преследования (с Келланд О’Брайен, Александр Портер, Ли Ховард и Кэмерон Скотт) (Берлин)
2-й мэдисон (Гонконг)
- 2019-2020

1-й командная гонка преследования(с Келланд О’Брайен, Александр Портер, Ли Ховард и Лукас Плапп) (Брисбен)
1-й мэдисон (с Кэмерон Мейер) (Брисбен)
2-й командная гонка преследования (Кембридж)
3-й омниум (Глазго)

#### Игры Содружества
- Голд-Кост 2018

 скрэтч
 командная гонка преследования
5-й индивидуальная гонка преследования

#### Чемпионат Океании
- Аделаида 2014

 командная гонка преследования (с Тириан Макманус, Каллум Скотсон и Даниэль Фиттер)
 мэдисон (с Скотт Ло)
- Инверкаргилл 2015

 мэдисон
 скрэтч
 омниум
- Мельбурн 2016

 командная гонка преследования (с Келланд О’Брайен, Каллум Скотсон и Александр Портер)
 гонка по очкам
 омниум
- Аделаида 2018

 скрэтч
 омниум
- Инверкаргилл 2019

 мэдисон (с Келланд О’Брайен)
 омниум

#### Чемпионат Австралии
- 2013

 омниум U19
- 2016

индивидуальная гонка преследования
- 2017

 скрэтч
 омниум
 мэдисон (с Кэмерон Мейер)
 командная гонка преследования
2018
 омниум
2019
 мэдисон (с Келланд О’Брайен)
2021
 мэдисон (с Ли Ховард)

### Шоссе
2011
2-й Чемпионат Австралии — индивидуальная гонка кадеты
2014
1-й этап Goldfields Cyclassic
2016
2-й Чемпионат Австралии — критериум U23
2017
Тур Гиппслэнда
Генеральная классификация
1-й и 2-й этапы
2-й на Мельбурн - Варрнамбул Классик
2018
3-й этап Тур Большого Южного Побережья
2-й этап Тур Королевской Долины
Amy's Otway Tour
2-й в генеральной классификации
2-й этап
Noosa Criterium
3-й Чемпионат Австралии — критериум U23
3-й на Тур Королевской Долины
2019
Wal Smith Memorial
1-й этап Tour of the Riverland
Lus Van Roden
Wielerdag van Monster
1-й и 3-й этапы Тур Большого Южного Побережья
2020
 Чемпионат Австралии — критериум
2021
4-й этап на Santos Festival of Cycling
2022
5-й этап Тур Турции
3-й на Схелдепрейс

## Рейтинги
| Год                 | 2022  | 2023 | 2024  |
| ------------------- | ----- | ---- | ----- |
| Мировой рейтинг UCI | 278-й | 83-й | 280-й |
| Океанский тур UCI   | 22-й  | 6-й  | 15-й  |
|                     |       |      |       |
| Источник: UCI       |       |      |       |